# SN 2002cb
SN 2002cb – supernowa typu IIn odkryta 7 kwietnia 2002 roku w galaktyce M+08-24-34. W momencie odkrycia miała maksymalną jasność 17,00m.